# Bolest M
Bolest M je epizoda Dilan Doga objavljena u Srbiji premijerno u svesci #188. u izdanju Veselog četvrtka. Na kioscima se pojavila 7. jula 2022. Koštala je 350 din (2,9 €; 3,36 $). Imala je 94 strane.

## Originalna epizoda
Originalna epizoda pod nazivom Morbo M objavljena je premijerno u #397. regularne edicije Dilana Doga u Italiji u izdanju Bonelija. Izašla je 31. septembra 2019. Naslovnu stranicu je nacrtao Điđi Kavenađo (Gigo Cavenago). Scenario je napisala Paola Barbato, a epizodu nacrtao Korado Roi. Koštala je 4,4 €.

## Kratak sadržaj
Sve veći broj ljudi zahvaćen je epidemijom pod nazivom Bolest Meteora. Interventne jedinice u skafanderima kupe bolesne sa ulice i vode ih na nepoznato mesto. Bolest ima više manifestacija. Dilanova trenutna devojka Bili, koja takođe boluje od te bolesti, pati od beživotnosti, bezvoljnosti, telesnog slabljenja i depresije. Dilan je vodi u bolnicu gde doktor Hjuz objašnjava da se radi o nekoj vrsti auto-imune bolesti. U ekstremnijim slučajevima, bolest uzrokuje potpunu transformaciju organizma – spolja i iznutra, te vodi do smrti u roku od 3 do 7 nedelja. Najakutniji oblik bolesti se manifestuje u radikalnoj transformaciji ljudskog tela (ono se uvećava), a osoba postaje opasna po okolinu tako što napada i svirepo ubija osobe u neposrednoj blizinu. Takve osobe nazivaju se „Deca Meteora“.
Dilan kasnije sreće Kolin, koja je takođe „Dete Meteora“, kod koje se zaraza zaustavila i koja je uspela da preživi duže vreme bez daljih telesnih transformacija. Njeno telo, međutim, ne može da se vrati u pređašnje stanje. Kolin objašnjava da je dobila lek od jedne doktorke. Tragajući za doktorkom, Dilan i Blok (koji se vratio iz Vikedforda u London) pronalaze tajni senatorijum u kome se tretiraju „Deca Meteora“ i ostali zaraženi. Tamo saznaju da zapravo ne postoji nikakav lek, već da zaraženi počinju da veruju da Meteor neće uništiti celu Zemlju i da će uspeti da prežive. Pojava nade u ljudskom mozgu pokreće „pozitivnu“ hemijsku reakciju, a koja anulira „negativnu“ hemijsku reakciju, koja je uzrokovala depresiju nastalu pojavom Meteora. Saznanje da postoji budućnost posle Meteora, zaustavilo je zarazu i „izlečilo“ ljude. U Senatorijumu se nada pacijentima nudi u vidu lažne priče da postoje „Barke“, podmornice koje će odabrane ljude odvesti na dno mora u subokeanska skloništa u kojima će nastaviti život.
U razgovoru sa Dilanom, glavna doktorka Senatorijuma moli Dilana da on takvu poruku (da postoji život posle Meteora) počne da širi u javnosti što bi, po njenom shvatanju, dovelo do bržeg zaustravljanja pandemije. Dilan je idealna osoba za širenje takve poruke, jer ne pripada establišmentu i ne pojavljuje se u glavnim medijima. (U javnosti ga često predstavljaju kao šarlatana i prevaranta.) Dilan najpre odbija da učestvuje u ovom planu (nazivajući ga prevarom), ali na kraju ipak pristaje: pojavljuje se na BBC-u i objavljuje da postoji plan za spasenje čovečanstva. Nakon njega, BBC pušta izjavu Džon Gosta, koji podupire Dilanovu izjavu.

## Dilanova uloga u spaaavanju čovečanstva
Dilanovu ulogu u spasavanju čovečanstva definisano je Džon Goust u epizodi Neka vlada haos (#178). Međutim, tada je bila nejasno određena. Tek u ovoj epizodi postaje jasno da je za prenošenje kredibilne poruke o spasenju neophodna osoba van establišmenta.

## Inspiracija Biblijom
Epizoda je inspirisana biblijskim motivima vere, nade, spasenja i pričom o Nojevoj barki i Četiri jahača Apokalipse (rat, glad, bolest i smrt).

## Odbrojavanje do udara meteora
Od #178. počelo je zvanično veliko finale i odbrojavane (na naslovnim stranama) do udara meteora u Zemlju. U ovoj epizodi do udara meteora ostalo je još tri epizode. Ovo odbrojavanje traje do #399, tj. #400 originalne serije, tj. do #191-2 Veselog četvrtka. (Veseli četvrtak je već objavio #400 pod nazivom A danas apokalipsa u luksuznom izdanju 19.11.2020. na formatu A4.) Nakon ove epizode, serijal Dilan Doga je resetovan. (Ovo je već drugi Bonelijev junak koji je doživeo reset. Prvi je bio Mister No.)

## Naslovna strana
Naslovna strana je verovatno aluzija na HBO seriju Černobilj. Skafanderi, pendemija i maske koje nose zaraženi, međutim, nije aluzija na Kovid-19, jer se epizoda pojavila u Italiji u septembru 2019, dok je pandemija Kovida zahvatila svet u februaru i martu 2020. godine

## Prethodna i naredna epizoda
Prethodna sveska nosila je naslov Ime mu je bilo rat (#187), a naredna Ko umre, videće se opet (#189).